# Zasada powszechności przedmiotowej
Zasada powszechności przedmiotowej – zasada mówiąca o tym, że opodatkowaniu powinien podlegać łączny dochód osoby fizycznej, nie  dochody z określonych źródeł przychodu.
Dochód podlegający opodatkowaniu powstaje przez zsumowanie wszystkich dochodów osoby je uzyskującej. Konsekwencją  powszechności przedmiotowej podatku dochodowego jest możliwość wyrównania strat z jednego źródła przychodów dochodami z innych źródeł.